# Andreas Helbig
Andreas Johannes Helbig (* 28. Juli 1957 in Berlin; † 19. Oktober 2005) war ein deutscher Ornithologe und Molekularbiologe, ab 1993 Leiter der Vogelwarte Hiddensee, Vorsitzender der Forschungskommission der Deutschen Ornithologen-Gesellschaft und Mitglied in zahlreichen internationalen Komitees und Vereinigungen sowie Herausgeber, Initiator und Autor mehrerer Fachzeitschriften.

## Leben
Helbig wuchs in Enger im Landkreis Herford auf und machte dort 1976 Abitur. Er studierte Biologie in Bielefeld, San Diego und Frankfurt am Main, wo er 1983 sein Diplom in den Fächern Zoologie, Biochemie und Meteorologie erwarb. Er beschäftigte sich in diesem Rahmen mit dem heimischen Vogelzug und forschte zudem in Kanada über Schneegänse. Im Anschluss an sein Studium leistete er seinen Zivildienst am Dümmer ab. Von 1985 bis 1989 arbeitete er dann an seiner Dissertation über die genetischen Grundlagen angeborener Zugrichtungen bei Singvögeln und unternahm eine Forschungsreise nach Malaysia, wo er über die Winterökologie von Eisvögeln forschte. Als Postdoktorand beschäftigte er sich weiterhin mit molekulargenetischen Fragen. Unter anderem arbeitete er an der Queen’s University in Kingston (Kanada) über Mönchsgrasmücken sowie in Heidelberg an evolutionsbiologischen und phylogenetischen Fragestellungen. 1993 wurde er Leiter der Vogelwarte Hiddensee, habilitierte sich 1997 an der Universität Greifswald und wurde dort 2003 außerordentlicher Professor.
Mit seiner Forschungstätigkeit leisteten Helbig und sein Team wesentliche Beiträge zum Verständnis der genetischen Grundlagen des Vogelzuges sowie der Phylogenie verschiedener Vogelgruppen wie den Großmöwen der Gattung Larus, Laubsängern, Grasmückenartigen, Bussarden und Störchen.
Helbig verstarb am 19. Oktober 2005 nach kurzer, schwerer Krankheit.

## Mitgliedschaften in Komitees und Vereinigungen
- Vorsitzender der Forschungskommission der Deutschen Ornithologen-Gesellschaft
- Vorsitzender des nationalen Komitees des Internationalen Ornithologen-Kongresses (IOC)
- Vertreter der DO-G in der Deutschen Seltenheitenkommission
- Sekretär der European Ornithologist’s Union (2001–2004)
- Mitglied des European Rarities Committee
- Mitglied des Standing Committee on German Names for Birds of the World (IOC)
- Mitglied des Taxonomic Sub-committee of the British Ornithologists’ Union Records Committee

## Herausgeberische Tätigkeit
- Mitherausgeber der Zeitschrift Die Vogelwelt – Beiträge zur Vogelkunde
- Editor des Journal of Ornithology
- Maßgebliche Beteiligung an der Zeitschrift Limicola
- Mitglied des Editorial Board des Journal of Evolutionary Biology

## Auszeichnungen
- 1997 – Erwin-Stresemann-Preis der Deutschen Ornithologen-Gesellschaft